# Бажов, Павел Петрович
Па́вел Петро́вич Бажо́в (15 [27] января 1879, Сысертский Завод, Пермская губерния — 3 декабря 1950[…], Москва) — русский и советский писатель, фольклорист, публицист, журналист. Получил известность как автор уральских сказов.
Депутат Верховного Совета СССР 2 и 3-го созывов.

## Биография
Родился 15 января (27 января) 1879 года в посёлке Сысертский завод в семье рабочего пудлинго-сварочного цеха Сысертского завода Петра Васильевича Ба́жева (изначальная фамилия) (1854—1898). Детство провёл в Сысерти. Учился в Сысертском земском мужском училище («заводской школе») с 1886 по 1889 год, был замечен и поддержан директором Александром Осиповичем Машуковым. Окончил школу в числе лучших учеников. В 1890 году семья писателя переехала в посёлок Полевской завод в связи с переходом отца на другое предприятие, а Павла отдали в Екатеринбургское духовное училище, где он учился с 10 до 14 лет. В 1899 году окончил Пермскую духовную семинарию.
По финансовым обстоятельствам (его отец к тому времени умер) не смог поступить в университет, а продолжать духовное образование и стать священником не захотел, поступил на работу учителем сельской школы в селе Шайдуриха.
Через несколько месяцев по протекции перешёл преподавателем в Екатеринбургское духовное училище, в котором учился сам.
Во время революции 1905 года участвовал в маёвках и даже был ненадолго арестован.
В 1907—1913 годах преподавал русский язык в Екатеринбургском епархиальном женском училище.
В июле 1911 года в Николаевской церкви села Кашина венчался со своей ученицей, Валентиной Александровной Иваницкой; в их семье родилось семеро детей (трое умерло в младенчестве). В этом же году он начал строить дом в Екатеринбурге, где сейчас располагается его музей.
В 1914 году с началом Первой мировой войны семья Бажовых перебралась на родину жены, город Камышлов, Бажов устроился преподавателем в местное духовное училище. Во время летних каникул путешествовал по Уралу, собирал фольклор. Собранные материалы пропали во время Гражданской войны.
До 1917 года был членом партии эсеров. Начиная с февральской революции, помогал партии большевиков. Был видным деятелем Советской власти в Камышлове и даже городским главой.
В Гражданскую войну стал политработником и редактором газеты формировавшейся в Камышлове 29-й дивизии. В армии официально вступил в РКП(б). Отступая вместе с дивизией под ударами колчаковских войск на запад, в конце 1918 года оказался в Перми. После разгрома дивизии был арестован колчаковцами, но смог сбежать из тюрьмы, пробрался в Камышлов. Узнав, что его семья под наблюдением, в начале 1919 года отправился в Омск, где выданная ему подпольем явка оказалась пустой. После скитаний с поддельными документами на фамилию Кирибаев Бажов подслушал в Каинске разговор о нехватке учителей в школах уезда и к февралю смог устроиться земским учителем в томской деревне Бергуль. Там он организовал из недовольных колчаковщиной партизанский отряд.
В июле под фамилией Бахеев перебрался в Семипалатинскую губернию, в город Усть-Каменогорск. Участвовал в подполье, сотрудничал с партизанскими соединениями «Красных горных орлов» в составе Народной повстанческой армии Алтая, работая по заданию красной Москвы. После проведения схода командиров краснопартизанских отрядов в ноябре 1919 года в селе Васильевка объединил их в одну силу.
После установления советской власти в Усть-Каменогорске (15 декабря 1919 года) и вступления в город повстанческой крестьянской армии М. Козыря и рот из объединённого отряда «Красных горных орлов», П. Бажов, выйдя из подполья, стал организовывать новый Совдеп. Какое-то время сохранялось двоевластие: в Народном доме заседал новый Усть-Каменогорский совдеп, а в бывшем управлении 3-го отдела Сибирского казачьего войска был штаб армии Козыря. Бажов передал информацию в Семипалатинск. Во второй половине января 1920 года в Усть-Каменогорск прислали три полка регулярных сил Красной Армии. Козыревская армия рассеялась фактически без боя, сам он бежал. Именно Бажов, действовавший тогда под псевдонимом Бахеев (Бахметьев), организовал подавление подготовки восстания, возглавляемого Козырем.
Во вновь образованном Ревкоме занял пост заведующего управлением народного образования, заведовал также профсоюзным бюро. Попутно стал редактором, а по существу организатором, выпускающим и метранпажем местной газеты «За власть советов». Вместе с ним работали будущие писатели Волков и Анов. Одновременно ему было вменено в обязанность «сохранить общее наблюдение за работой отдела народного образования». Он создал учительские курсы, организовал школы по ликвидации неграмотности, принял участие в восстановлении Риддерского рудника. В июле 1920 года в казахские волости были посланы 87 учителей, подготовленных с его участием. 10 августа 1920 года под руководством Бажова и Н. Г. Калашникова в городе прошёл Первый уездный съезд Советов. Осенью 1920 года возглавил продотряд на должности особоуполномоченного уездного продовольственного комитета по продразвёрстке. Осенью 1921 года перебрался в Семипалатинск, где возглавил губернское бюро профсоюзов.
В конце 1921 года вследствие тяжёлого заболевания и по просьбе Камышловского исполкома возвратился на Урал, в Камышлов (основная причина была в доносах в Губернском ЧК Семипалатинска на его бездействие в период власти Колчака), где продолжил журналистскую и литературную деятельность, писал книги по истории Урала, собирал фольклорные записи. Первая книга очерков «Уральские были» вышла в 1924 году. В 1923—1931 годах работал в областной «Крестьянской газете».
В 1933 году по доносу М. С. Кашеварова был обвинён в присвоении партийного стажа с 1917 года, исключён из партии. Через несколько месяцев после ходатайства был восстановлен в партии с началом стажа в 1918 году, за «приписывание» стажа ему был объявлен строгий выговор.
После этого П. Бажову поручили написать книгу о строительстве Краснокамского бумажного комбината. Но по мере написания главные герои исчезали в горниле репрессий, в результате книга не была опубликована.
В 1936 году в 11-м номере журнала «Красная новь» был опубликован первый из уральских сказов «Девка Азовка».
Также ему было поручено подготовить книгу «Формирование на ходу. К истории Камышловского 254-го 29-й дивизии полка». Он уже работал редактором Свердловского книжного издательства. После того как в 1937 году командовавший дивизией во время Гражданской войны М. В. Васильев был репрессирован, по ещё одному доносу М. С. Кашеварова Бажов был вновь исключён из партии и уволен из издательства. Целый год большая семья Бажова жила за счёт огорода и маленькой зарплаты его свояченицы. В это вынужденно свободное время он написал много своих сказов. Через год исключавший его из партии И. Д. Кабаков сам попал под репрессии и Бажов был восстановлен в партии и в издательстве (хотя и с понижением в должности), после чего смог сполна расквитаться с Кашеваровым.
В 1939 году вышло первое издание уральских сказов — «Малахитовая шкатулка». Эта книга при жизни автора неоднократно пополнялась новыми сказами.
С 1940 года возглавлял Свердловскую писательскую организацию.
Скончался 3 декабря 1950 года в Москве от рака лёгких. Гроб с телом писателя был перевезен из Москвы в Свердловск. Церемония прощания прошла в Свердловской филармонии. Похоронен 10 декабря в Свердловске на Ивановском кладбище.

## Награды и премии
- орден Ленина (03.02.1944)
- Сталинская премия второй степени (1943) — за книгу уральских сказов «Малахитовая шкатулка»
- медаль «За доблестный труд в годы Великой Отечественной войны 1941—1945 гг.»[20]

## Сказы
Создание сказов (т. н. «тайные сказы» — «старинные устные предания» уральских горнорабочих) происходило в сложных условиях противостояния краеведческого движения 1920-х — начала 1930-х годов и советской цензуры. В 1931 году в Москве и Ленинграде прошла серия дискуссий на тему: «Значение фольклора и фольклористики в реконструктивный период», по итогам которых была поставлена задача изучения «современного рабочего и колхозно‐пролетарского фольклора». Вскоре было принято решение издать сборник «Дореволюционный фольклор на Урале»: сбор материала поручили В. П. Бирюкову, который должен был сдать сборник в декабре 1935 года. Однако В. П. Бирюков заявил, что «нигде не может найти рабочего фольклора». Редактор сборника Е. М. Блинова «через четыре месяца общения с П. П. Бажовым, в июне 1935 г., резко изменила направление работы и стала нацеливать В. П. Бирюкова на собирание рабочего фольклора». Ставший после Е. М. Блиновой редактором сборника П. П. Бажов написал для него сказы «Дорогое имячко», «Медной горы Хозяйка» и «Про Великого Полоза», объявив их фольклорными записями сказов В. А. Хмелинина, которые П. П. Бажов слышал в 1892—1895 годах. В. А. Хмелинин (Хмелинин-Слышко, дед Слышко, «Стаканчик» из «Уральских былей») происходил с Полевского завода и выведен как рассказчик в «Малахитовой шкатулке». Позже Бажову пришлось официально заявлять, что это приём, и он не просто записал чужие рассказы, а действительно является их сочинителем.. По мнению профессора Университета штата Колорадо, США Марка Липовецкого, сказы Бажова сочетают трудносовместимые установки сказочной и несказочной прозы и являются, по его выражению, типичным воплощением «комических попыток создания „нового фольклора“ (или фейклора), символами которого стали „новины“ Марфы Крюковой и песни Джамбула Джабаева».

### Архетипичность образов
Мифологические персонажи сказов делятся на антропоморфных и зооморфных. Весьма образны персонификации природных сил:
- Хозяйка медной горы — хранительница драгоценных пород и камней, иногда предстаёт перед людьми в виде прекрасной женщины, а порой — в виде ящерицы в короне. Происхождение своё ведёт, скорее всего, от «духа местности». Существует также гипотеза, что это преломлённый народным сознанием образ богини Венеры, знаком которой на протяжении нескольких десятков лет в XVIII веке клеймилась полевская медь.
- Великий Полоз — ответственен за золото («он тут всему золоту полный хозяин»). Его фигура создавалась Бажовым на основе поверий древних хантов, манси и башкир, уральских легенд и примет горщиков и рудознатцев. Ср. мифологический змей. Фигурируют также многочисленные дочери Полоза — Змеёвки или Медяницы. Одна из них — Золотой Волос — выведена в одноимённом сказе.
- Бабка Синюшка — персонаж, родственный Бабе-Яге, персонификация болотного газа, который на Урале и называли «синюшкой». «Сживи Синюшку с места, и откроется полный колодец золота да дорогих каменьев». Перед «гораздыми да удалыми» бабка Синюшка «красной девкой оборачивается»: именно такой её видит Илья — герой сказа «Синюшкин колодец».
- Огневушка-поскакушка, «девчоночка махонькая», танцующая над месторождением золота (связь между огнём и золотом).
- Серебряное копытце — волшебный «козёл», у которого на одной ноге серебряное копыто, там, где он этим копытом топнет — появится драгоценный камень.
- Голубая змейка — волшебная маленькая змейка, персонификация самородного золота: «Когда она этак-то бежит, вправо от неё золотая струя сыплется, а влево чёрная-пречёрная… Наверняка верховое золото окажется, где золотая струя прошла».
- Земляная кошка — персонаж сказа «Кошачьи уши», персонификация сернистого газа: по словам автора, «образ Земляной кошки возник в горняцких сказах опять-таки в связи с природными явлениями. Сернистый огонёк появляется там, где выходит сернистый газ. Он… имеет широкое основание и поэтому напоминает ушко».

### Список сказов (в алфавитном порядке)
1. Алмазная спичка. Впервые напечатан в 1945 году (газеты: «Уральский рабочий», февраль и «Вечерняя Москва», март, журнал «Пограничник», № 22)
2. Аметистовое дело. Единственный сказ Бажова, в котором писатель обращается к колхозной жизни. Впервые опубликован в газете «Уральский рабочий» 1 мая 1947 года и в журнале «Огонёк», № 30, 1947 год
3. Богатырева рукавица (из уральских сказов о Ленине). Посвящён Ленину. Впервые опубликован в газете «Уральский рабочий» 24 января 1944 года. Затем входил во все последующие издания «Малахитовой шкатулки»
4. Васина гора. Опубликован в 1946 году (журнал «Молодой колхозник», № 1, газеты «Уральский рабочий», 5 марта и «Голос колхозника», Манчаж, 1946)
5. Веселухин ложок. Впервые напечатан в журнале «Новый мир» (1943 год, № 1)
6. Голубая змейка. Опубликован впервые в издании книжки-малышки в 1945 году Свердлгизом
7. Горный мастер. Впервые опубликован в газете «На смену!», 1939 год
8. Далевое глядельце. Опубликован впервые в газете «Уральский рабочий» 7 ноября 1946 года и в журнале «Огонёк», № 1, 1947 год
9. Две ящерки. Первая публикация — литературно-художественный сборник «Говорит Урал», 1942 год
10. Демидовские кафтаны
11. Дорогое имячко. Впервые опубликован в сборнике «Дореволюционный фольклор на Урале», Свердлгиз, 1936 год. Принадлежит к группе сказов-легенд
12. Дорогой земли виток. Впервые опубликован в журнале «Огонёк», № 17, 1948. О патриотической любви советского народа к великой Москве
13. Ермаковы лебеди. Впервые напечатан в журнале «Техника смене» (Свердловск), № 9, 10 и 11 за 1940 год
14. Жабреев ходок. Впервые опубликован в сборнике сказов «Ключ-камень», Свердлгиз, 1942 год
15. Железковы покрышки. Опубликован впервые в литературно-художественном сборнике «Говорит Урал», 1942 год
16. Живинка в деле. Последнее произведение Бажова. Опубликован в газете «Уральский рабочий» 8 декабря 1950 год
17. Живой огонёк
18. Змеиный след. Первая публикация — в сборнике «Малахитовая шкатулка», Свердловское областное издательство, 1939 год и в журнале «Октябрь», № 5 и № 6 за 1939 год. Прямое продолжение сказа «Про Великого Полоза»
19. Золотой волос. Впервые напечатан в детском альманахе «Золотые зёрна», Свердловское областное издательство, 1939 год
20. Золотоцветень горы. Впервые опубликован в «Литературной газете» 24 декабря 1949 года
21. Золотые дайки. Опубликован впервые в журнале «Новый мир», № 8, 1945 год
22. Иванко Крылатко. Впервые опубликован в газете «Литературный Урал» 22 февраля 1943 год
23. Каменный цветок. Впервые опубликован в «Литературной газете» (май, 1938) и в альманахе «Уральский современник» (книга 1-я, 1938)
24. Ключ земли. Впервые опубликован в газете «Уральский рабочий», 1 января 1940 года. Первоначальное название — «Ключ-камень»
25. Коренная тайность. Опубликован впервые в 1945 году (журнал «Краснофлотец», № 1 и газета «Уральский рабочий», 10 ноября. Герои сказа — реальные исторические фигуры: талантливый русский металлург П. А. Аносов и его помощник Н. И. Швецов
26. Кошачьи уши. Опубликован впервые в журналах «Индустрия социализма», № 2 за 1939 год и «Октябрь», № 5 и № 6, 1939 год
27. Круговой фонарь. Впервые напечатан в газете «Уральский рабочий»7 ноября 1944 года
28. Малахитовая шкатулка. Первая публикация — в газете «На смену!» (сентябрь-ноябрь, 1938) и в альманахе «Уральский современник» (книга 1-я, 1938). Изначальное название — «Тятино подаренье»
29. Марков камень. Один из первых сказов Бажова. Опубликован в 1937 году в свердловском «Литературном альманахе», книга третья
30. Медная доля. Напечатан посмертно в журнале «Огонёк», № 16, 1961 год
31. Медной горы хозяйка. Сказ написан для сборника «Дореволюционный фольклор на Урале». Собрал и составил В. П. Бирюков. — ОГИЗ, Свердловское областное издательство, 1936 год — 368 стр.
32. На том же месте. Сказ напечатан в сокращённом варианте в сборнике «Уральские были», Свердлгиз, 1951 год, под заголовком «Сложный химический процесс»
33. Надпись на камне. Сказ-побывальщина. Впервые опубликован в 1939 году в журнале «Индустрия социализма», № 11
34. Не та цапля, Опубликован в 1950 году (журнал «Огонёк», № 29, альманах «Уральский современник», № 17)
35. Огневушка-Поскакушка. Впервые опубликован в свердловской газете «Всходы коммуны», 1940 год
36. Орлиное перо. Опубликован 21 апреля 1945 года в газетах «Уральский рабочий» и «Красный боец». Входит в группу сказов о Ленине
37. Приказчиковы подошвы. Впервые опубликован в журнале «Красная новь» (1936, № 11)
38. Про Великого Полоза. Впервые опубликован в журнале «Красная новь», № 2, 1936 год
39. Про водолазов
40. Про главного вора
41. Рудяной перевал. Первоначальное название — «Рудяные вихорьки». Впервые опубликован в сокращённом варианте в газете «Красная звезда» 19 октября 1947 года
42. Серебряное копытце. Первая публикация — альманах «Уральский современник», кн. 2-я, 1938 год
43. Синюшкин колодец. Впервые опубликован в «Московском альманахе», 1939 год
44. Солнечный камень. Задуман в 1941 году. Опубликован в сборнике «Ключ-камень» (Свердлгиз, 1942)
45. Сочневы камешки. Первая публикация — «Свердловский литературный альманах» (1937, № 2)
46. Старых гор подаренье. Впервые опубликован в газете «Литературный Урал» 22 февраля 1943 года. Герой сказа — русский мастер Иван Бушуев
47. Тараканье мыло. Опубликован впервые в 1943 году (журнал «Огонёк», № 34—35; сборник «Во славу Отчизны», Челябинск)
48. Таюткино зеркальце. Впервые опубликован в газете «Уральский рабочий» (1941 год, март)
49. Травяная западёнка. Первая публикация — журнал «Индустрия социализма» (1941, № 1)
50. Тяжёлая витушка. Впервые опубликован в 1939 году (журнал «Индустрия социализма», № 1; детский альманах «Золотые зёрна», Свердлгиз; первое издание «Малахитовой шкатулки», Свердловск)
51. У старого рудника
52. Хрупкая веточка. Впервые опубликован в газете «Уральский рабочий», 1940 год
53. Хрустальный лак. Впервые опубликован 12 июля 1943 года в газете «Литературный Урал». Принадлежит к группе «озорных» сатирических сказов, высмеювающих заграничных проходимцев, стремящихся поживиться за счёт русских богатств
54. Чугунная бабушка. Опубликован впервые 8 февраля 1943 года в газете «В бой за Родину!» (Карельский фронт). Герой сказа — литейщик завода Василий Фёдорович Торокин, живший в конце XIX—XX вв.
55. Шёлковая горка. Напечатан впервые 7 ноября 1947 года в газете «Уральский рабочий». Посвящён русским мастерам-новаторам
56. Широкое плечо. Впервые опубликован в 1948 году в журнале «Огонёк», № 26 и в газете «Уральский рабочий», 1 апреля

### Историческая достоверность персонажей сказов
При написании сказов Бажов руководствовался определёнными установками, в ряде случаев отступая от исторических фактов. Советский исследователь Р. Р. Гельгардт установил, что П. П. Бажов при написании сказов изучал исторические документы, но если в исторических исследованиях по какому-то вопросу было разногласие, то писатель «отвергал все, что было не в пользу России, Урала, не в интересах простого народа». Примеры таких трактовок:
- Ерофей Марков — житель уральского села Шарташ (сказ «Золотые дайки»);
- Ермак — выходец с Урала (сказ «Ермаковы лебеди»);
- Получение асбестовой пряжи и месторождение асбеста около Невьянска открыла крепостная девушка (сказ «Шёлковая горка»).

### Влияние сказов на уральскую фольклористику
Сами сказы не являются фольклорным материалом. Исследователь В. В. Блажес отметил, что Бажов собирал фольклор как писатель, не записывая того, что должен записывать учёный-фольклорист и не проводя паспортизации (хотя Бажов о паспортизации знал). Сказы и деятельность Бажова оказали значительное влияние на уральскую фольклористику, на десятилетия определив направление её развития — сбор «рабочего фольклора». Немало способствовал этому сам Бажов, который часто посещал преподавателей и студентов Уральского государственного университета (УрГУ), наставляя их на собирание рабочего фольклора, инициировал фольклорные экспедиции в города и посёлки городского типа для сбора «рабочего фольклора», давал методические советы по его записи и называл населённые пункты, где его надо собирать. При этом отбрасывалась значительная часть фольклора населения Урала, прежде всего крестьянский фольклор. Об этом явлении можно судить по тому, что собирателю фольклора И. Я. Стяжкину было указано фольклористом университета В. В. Кукшановым, что «всякие элементы религиозного содержания, грубоватого просторечья совершенно недопустимы». В итоге из сборника фольклорных материалов И. Я. Стяжкина (1219 страниц), переданного в 1949—1957 годах специалистам УрГУ, были опубликованы только несколько пословиц и поговорок, исторические песни, сказка «Царь Пётр и матрос» и песня «Товарищ боец, становись запевалой».

### Минералы в сказах П. П. Бажова
В своих сказах Бажов описал богатства Уральских гор:
- Агат — «Хрупкая веточка»
- Айкинит — «Золотые дайки»
- Алмаз — «Медной горы Хозяйка»
- Аквамарин и аметист — «Орлиное перо»
- Асбест — «Шелкова горка»
- Горный хрусталь — «Золотые дайки»; дурмашек (горный хрусталь очень низкого сорта) — «Малахитовая шкатулка»
- Графит — «Орлиное гнездо»
- Диоптаз, или медный изумруд — «Медной горы хозяйка»
- Змеевик — «Хрупкая веточка»
- Лабрадор — «Солнечный камень»
- Лазурит — «Медной горы Хозяйка»
- Малахит — «Каменный цветок», «Травяная западёнка», «Хрупкая веточка»
- Мрамор — «Дорогое имячко»
- Орлец (родонит) — «Хрупкая веточка»
- Скварец (кварц) — «Змеиный след»
- Слюда — «Медной горы Хозяйка»
- Соковина дорожная (металлургические шлаки) — «Хрупкая веточка»
- Солнечный камень (гелиолит) — «Солнечный камень»
- Строганец (дымчатый кварц) — «Золотые дайки»
- Топаз — «Богатырёва рукавица»
- Турмалин — «Золотые дайки»
- Фенакит — «Солнечный камень»
- Хризолит — «Золотоцветень горы», «Серебряное копытце»
- Циркон — «Солнечный камень»
- Яшма — «Железковы покрышки»

## Краткая библиография
- Сочинения: В 3-х т. / [Под общ. ред. В. А. Бажовой и др.]; [Вступ. статья, с. 5—25, сост. и примеч. Л. И. Скорино]. — Москва: Гослитиздат, 1952.
- Избранные произведения: В 2 т. / [Вступ. статья М. Батина]. — Москва: Худож. лит., 1964.
- Сочинения: В 3 т. / [Под ред., с предисл. и примеч. Л. И. Скорино; Худож. И. Ушаков]. — Москва: Правда, 1976. — (Библиотека «Огонёк». Б-ка отечественной классики)
- Сочинения в 3 томах. — М.: Правда, 1986.
- Избранные произведения в 2 томах. — М.: Художественная литература, 1964.
- Малое собрание сочинений. — Санкт-Петербург: Азбука, cop. 2017. — 539, [1] с.: 3500 экз.
- Программа трудового крестьянства: К вопросу крестьянской организации. Доклад П. Бажова. — [Камышлов]: Б. и., [1917]. — 45 с.
- Уральские были: Из недавнего быта Сысертских заводов Очерки / С предисл. А. Вилиева. — Екатеринбург: Уралкнига, 1924. — 80 с.
- За советскую правду: (Из жизни Урмана) / П. Бажов. — Свердловск: Уралкнига, 1926. — 56 с.
- К расчёту: (Сысерский завод в 1905 г.) С ил. в тексте / Истпарт Уралобкома РКП(б). — Свердловск: Уралкнига, 1926. — 102, [1] с.
- Пять ступеней коллективизации. — Свердловск: Гос. изд-во Урал. обл. отд-ние, Уралполиграф, 1930 (тип. «Гранит»). — 87 с.
- Бойцы первого призыва: К истории Полка красных орлов: [Очерки] / П. Бажов. — Свердловск: Уралгиз, 1934. — 160 с.: ил. — (Серия: Октябрь и гражданская война на Урале / Облистпарт. Свердловск. обкома ВКП(б)). — 15 000 экз.
- Формирование на ходу: К истории Камышловск. 254-го 29-й дивизии полка — Свердловск: Свердлгиз, 1936 (тип. треста «Полиграфкнига»). — Переплёт, 125, [2] с.— книга, за которую Бажов был исключён из членов ВКП(б)
- Зелёная кобылка / [Ил. Е. В. Гилевой]. — [Свердловск]: Свердлгиз, [1940]. — 80 с.
- Малахитовая шкатулка: Сказы старого Урала / [Ил. А. А. Кудрин]. — Свердловск: Свердлгиз, 1939. — 168 с.
- Ключ-камень: Горные сказки / Рис. В. Таубера. — Свердловск: Свердлгиз, 1942. — 112 с.
- Сказы о немцах / Рис. В. Таубера. — [Свердловск]: Свердлгиз, 1943. — 56 с.
- Ермаковы лебеди: [Сказ об Ермаке Тимофеевиче, его храбрых есаулах, верной невесте Алёнушке и о великом государе Иване Васильевиче] — [Молотов]: Молотов. обл. изд-во, 1944. — 28 с.
- Живинка в деле: (Уральские сказы о мастерстве) — [Молотов] : Молотов. обл. изд-во, 1944 (тип. треста «Полиграфкнига»). — 63 с.
- Голубая змейка: [Сказ] — [Свердловск]: тип. изд-ва «Урал. рабочий», [1945]. — 30 с.
- Иванко-Крылатко: [Из урал. сказов о немцах] — [Свердловск]: Свердлгиз, 1946 [на обл.: 1945] — 39 с.
- Богатырева рукавица: Урал. сказы — Москва: Правда, 1946 — 64 с. — (Библиотека «Огонёк», № 32—33).
- Богатырева рукавица: [Из урал. сказов о Ленине] — [Свердловск]: тип. изд-ва «Урал. рабочий», [1946]. — 20 с.
- Орлиное перо: [Из урал. сказов о Ленине] / [Ил. Г. В. Ляхин]. — Свердловск: [изд-во и тип. изд-ва «Урал. рабочий»], 1946. — 23 с.
- Солнечный камень: [Из урал. сказов о Ленине] / [Ил. Г. В. Ляхин]. — Свердловск: [изд-во и тип. изд-ва «Урал. рабочий»], 1946. — 21 с.
- Русские мастера: [Сказы] / Рис. Д. Минькова. — Москва; Ленинград: изд-во и ф-ка дет. книги Детгиза, 1946 (Москва). — 94 с.
- Каменный цветок: [уральские сказы] — [Челябинск]: Челябгиз, 1948. — 180 с.
- Дальнее — близкое: Из воспоминаний о нашем городе — [Свердловск]: Свердл. обл. гос. изд-во, 1949. — 192 с.
- Дальнее — близкое: [Биогр. повесть] — Москва: Правда, 1949. — 70 с. — (Библиотека «Огонёк», № 2—3).
- Публицистика. Письма. Дневники / [Вступ. статья: М. А. Батин. «Творчество для народа»]. — Свердловск: Средне-Урал. кн. изд-во, 1955. — 272 с.
- Иван-Крылатко: Из урал. сказов о немцах. — [Саратов]: [б. и.], 1943. — 8 с. — (В помощь агитатору. Серия для громкой читки)
- Через межу — неоконченная повесть
- «Отслоения дней» — дневниковые записи, письма
- The malachite casket: Tales from the Urals: Stalin prize for fiction / By Pavel Bazhov; Transl. by Alan Moray Williams. — London a. o.: Hutchinson, 1944. — 192 p.
- Ермаковите лебеди: Уралски сказания / П. Бажов; Превели: Ф. Неманов и Г. Георгиев. — София: Народна просвета, 1948. — 131 с.
- Ezüstpatkó: És más mesék / Bazsov; Oroszból fordította Koltai Sándor. — Budapest: Új magyar könyvkiadó, 1949. — 94 с.
- Kéktündér: És más mesék / Bazsov ; Oroszból fordította Koltai Sándor. — Budapest: Új magyar könyvkiadó, 1949. — 94 с.
- Kővirág: És más mesék / Bazsov ; Oroszból fordította Koltai Sándor. — Budapest: Új Magyar könyvkiadó, 1949. — 106 с.
- Konik polny/ Paweł Bazow; Tłumaczyła z ros. Maria Jezierska. — Warszawa: Czytelnik, 1950. — 89 с.
- Уралски приказки: (Живинка в работата) / Прев. от руски Ив. Мешеков. — [София]: Народна младеж, 1951. — 311 с.
- Das lebendige Feuer: Sagen aus dem Ural / P. Bashow; Deutsch von Margarete Spady. — Berlin: Kultur und Fortschritt, 1952. — 107 с.
- Az ezüstpata: Uszpenszkij rajzaival óvodásoknak és kispajtásoknak / Bazso ; Ford. Rab Zsuzsa. — Budapest: Ifjúsági könyvkiadó, 1954. — 12 с.
- Malachitová skřínka: [Sborník] / Pavel Bažov; Přel. Olga Mašková. — Praha: Státní nakl. krásné literatury, hudby a umění, 1957. — 576, 5 с.
- Floarea de piatră/ P. Bajov; Il.: T. Bogoi. — Bucureşti: Ed. tineretului, 1962. — 85 с : ил. — (Colecţia «Traista cu poveşti»)
- Господарица Бакарне горе: Уралске легенде / Са рус. прев. Светлана Књазев-Адамовић; Ил. Владимир Адамовић. — Београд: Гутенбергова галаксиja, 2003. — 235 с.: ил. — (Дечjа галаксиja; Књ. 9).

## Семья
Жена — Бажова Валентина Александровна (урожд. Иваницкая) (25.01.1892 — 22.05.1971), похоронена на Широкореченском кладбище Екатеринбурга.
Старшая дочь — Бажова Ольга Павловна (09.05.1912 — 02.11.2000), окончила механо-обогатительный факультет Свердловского горного института, долгое время жила в Воркуте, работала на шахте. 1-й муж — Присадский Евгений (участник Великой Отечественной войны, был в плену, с декабря 1946 года — в заключении в Воркуте), их сыновья Бажов Владимир (06.06.1937 — 22.12.2005), похоронен на Широкореченском кладбище Екатеринбурга, и Бажов Вячеслав (1946 г.р.). 2-й муж — Вейкнис Бронислав, из ссыльных в Воркуте. Похоронена на Широкореченском кладбище Екатеринбурга.
Средняя дочь — Елена Павловна (1913—1993), окончила УПИ, жила в Москве. Дважды замужем, сын Александр.
Младшая дочь — Бажова-Гайдар Ариадна Павловна (10.08.1925 — 28.10.2024), окончила историко-филологический факультет Уральского университета, долгое время занималась журналистской деятельностью, жена Тимура Аркадьевича Гайдара (1-й муж — Миньков Матвей Борисович, развелись в 1952 году). Сын от первого брака Никита Бажов (1946—2013). Сын от второго брака — Егор Гайдар, который, в свою очередь, является также внуком Аркадия Гайдара. Скончалась от несчастного случая — упала, встав с кровати и сломала шейку бедра.
Сын — Бажов Алексей Павлович (1916—1935), погиб в Кировграде при прохождении практики, как учащийся ФЗУ, на заводе.
Сыновья Константин и Владимир, а также дочь-младенец, умерли в раннем возрасте.

## В культуре
Павел Бажов показан в документальном фильме «Урал кует победу». В этой картине Бажов показан работающим сидя за старинным резным столом как классический писатель (на самом деле работал Бажов в своем доме, стоя за конторкой): на фоне собственных книг Бажов окунает перо в чернильницу, задумывается, глядя в сторону, и пишет, левой рукой поддерживая курительную трубку. Демьян Бедный в своем произведении назвал Бажова «колдун
уральский бородатый».

## Увековечение памяти

### Памятники
П. П. Бажов скончался в Москве 3 декабря 1950 года. Похороны состоялись в Свердловске на Ивановском кладбище 10 декабря 1950 г. Могила писателя находится на холме, на центральной аллее кладбища. В 1961 году на могиле установлен гранитный памятник (авторы — скульптор А. Ф. Степанова и архитектор М. Л. Минц). Писатель изображён сидящим на камне в спокойной, непринуждённой позе, руки лежат на коленях, в правой руке — курительная трубка. Высота памятника — 5 метров. У подножия его на каменной плите высечена надпись: «Бажов Павел Петрович. 1879—1950». Памятник окружён цветником.
11 марта 1959 года в городе Свердловске на плотине городского пруда открыт памятник-бюст писателю с надписью: «Павел Петрович Бажов. 1879—1950». На пьедестале памятника — символическое изображение каменного цветка.
Образы из сказов П. П. Бажова — Каменный цветок и Хозяйка Медной горы (в виде коронованной ящерицы) — изображены на гербе города Полевской, с окрестностями которого связаны многие сказы. Павел Бажов жил в Полевском в 1892—1895 годах. Памятник в честь писателя был установлен в городе в 1983 году, выполнен Ленинградским монументальным объединением. Материал — родонит, постамент из розового гранита. Монументы П. П. Бажову также открыты в Сысерти и Копейске.

### Музеи и памятные места
- В 1967 году в Екатеринбурге, в доме, в котором жил Павел Петрович Бажов, основан музей П. П. Бажова.
- В 1979 году в Екатеринбурге в честь 100-летия П. П. Бажова на угловом доме улиц Бажова и Ленина была открыта большая мемориальная доска с горельефом писателя, автор В. Е. Егоров.
- В 1984 году в селе Бергуль Северного района Новосибирской области в честь Павла Бажова был открыт дом-музей. Писатель проживал в селе несколько месяцев в 1919 году[31].
- В 2004 году в деревне Кашина, расположенной близ города Богданович (Свердловская область), в память о венчании в местной церкви П. П. Бажова и В. А. Иваницкой установлен памятный «Камень двух колец»[32].

### В филателии
- В 1978 году выпущен в обращение художественный маркированный конверт, посвящённый писателю.
- В 2004 году ФГУП «Почта России» выпущен почтовый блок, посвящённый 125-летию со дня рождения П. П. Бажова.

### Прочее
- В Москве на ВДНХ установлен первый в СССР и в мире[33] светомузыкальный фонтан «Каменный цветок» (1954 г.). Авторы: проект художника-архитектора К. Т. Топуридзе, скульптор П. И. Добрынин.
- В честь П. П. Бажова названы посёлок городского типа Бажово (сейчас входящий в состав города Копейска), улицы в Москве, Екатеринбурге, Челябинске, Кургане, Иркутске и других городах России, Украины и Казахстана (улица Павла Бажова в Усть-Каменогорске).
- К 120-летию писателя в 1999 году учреждена Премия имени П. П. Бажова, ежегодно вручаемая в Екатеринбурге.
- Имя писателя носит ежегодный Бажовский фестиваль народного творчества в Челябинской области.
- В честь Павла Петровича Бажова назван пермский теплоход (компания «ВолгаWolga»)[источник не указан 953 дня].
- 1 июня 2015 года в Златоусте открылся «Горный парк им. П. П. Бажова»[34][35].
- «Бажовская» — перспективная станция Екатеринбургского метро, которая должна открыться во время строительства 2-й очереди метрополитена.
- В честь П. П. Бажова названа гора (гора Бажова, Охотское море, Курильские острова, остров Онекотан)[36].

## Постановки
Кинофильмы
- «Каменный цветок» (1946)
- «Тайна зелёного бора» (1960)
- «Огневушка-поскакушка», короткометражный (1976)
- «Степанова памятка» (1976)
- «Синюшкин колодец», короткометражный (1978)
- «Золотой полоз» (2007), режиссёр Владимир Макеранец
- Мотивы сказов «Медной горы Хозяйка» и «Малахитовая шкатулка» лежат в основе сюжета фильма-сказки Вадима Соколовского «Книга мастеров».

Мультфильмы
- «Синюшкин колодец» (1973, рисованный, перекладка)
- «Медной горы хозяйка» (1975, кукольный)
- «Малахитовая шкатулка» (1975, кукольный)
- «Каменный цветок» (1977, кукольный в комбинации со съёмками живых актёров) — по мотивам сказов «Каменный цветок» и «Горный мастер».
- «Серебряное копытце» (1977, рисованный)
- «Подарёнка» (1978, кукольный) — по мотивам сказа «Серебряное копытце».
- «Горный мастер» (1978, рисованный) — по мотивам сказов «Каменный цветок» и «Горный мастер».
- «Золотой волос» (1979, кукольный)
- «Огневушка-поскакушка» (1979, рисованный)
- «Травяная западёнка» (1982, рисованный, перекладка).

Диафильмы
- «Голубая змейка» — 1951, худож. Афонина Т.[37]
- «Серебряное копытце» — 1969, худож. Столяров Р.[37]
- «Малахитовая шкатулка» — 1972, худож. Маркин В.[37]
- «Золотой Волос» — 1973, худож. Бордзиловский Витольд[38]
- «Огневушка-Поскакушка» — 1956, худож. Ракутин Ю.
- «Огневушка-Поскакушка» — 1981, худож. Маркин В.[39]
- «Хозяйка Медной горы» — 1987, Украина, худож. Семыкина Л. Н.[37]
- «Малахитовая шкатулка» — 1987, худож. Кульков В.[40]

### Спектакли
- балет С. С. Прокофьева «Сказ о каменном цветке» (постановка 1954)
- балет «Каменный цветок» А. Г. Фридлендера (поставлен 1944)
- спектакль «Сказы» / Каменный цветок (Государственный академический Малый театр Союза ССР. 1987)
- опера К. В. Молчанова «Каменный цветок» (постановка 1950)
- симфоническая поэма А. Муравлёва «Азов-гора»
- оркестровая сюита Г. Фрида
- опера-сказ «Малахитовая шкатулка» Д. А. Батина (постановка 2012. Пермский академический театр оперы и балета им. П. И. Чайковского)
- мюзикл «Хозяйка Медной горы» Г. А. Матвейчука (постановка 2024. ФЦ «Москва»)